# Куйкуяха
Куйкуяха — река в России, протекает по территории Пуровского района в Ямало-Ненецком автономном округе. Начинается в озере Куйкуяхато на высоте 93,9 метра над уровнем моря. Течёт по заболоченной местности в южном направлении, протекает через два озера, около её устья произрастает лиственнично-берёзовый лес. Устье реки находится в 501 км от устья реки Пякупур по левому берегу. Длина реки составляет 12 км.
Единственный приток, впадающий по левому берегу, на картах не подписан.

## Гидроним
Название происходит из лесного ненецкого языка, на котором звучит как Куйку" дяха и имеет значение 'берёзовая река'.

## Данные водного реестра
По данным государственного водного реестра России относится к Нижнеобскому бассейновому округу, водохозяйственный участок реки — Пур. Речной бассейн реки — Пур.
Код объекта в государственном водном реестре — 15040000112115300055141.